# فرودگاه آبی بدول هاربر
فرودگاه آبی بدول هاربر (به انگلیسی: Bedwell Harbour Water Aerodrome) یک فرودگاه همگانی با کد یاتا YBW است که یک باند فرود آب دارد. این فرودگاه در کشور کانادا قرار دارد و در ارتفاع ۰ متری از سطح دریا واقع شده‌است.

## شرکت‌های هواپیمایی و مقصدهای پروازی
| شرکت‌های هواپیمایی                    | مقصدهای پروازی     |
| ------------------------------------ | ------------------ |
| Harbour Air Seaplanes                | آبی بندرگاه ونکوور |
| Saltspring Air اجرا توسط Harbour Air | ونکوور             |